# Kallmuther Berg (LP Mechernich)
Koordinaten: 50° 34′ 23″ N, 6° 37′ 51″ O

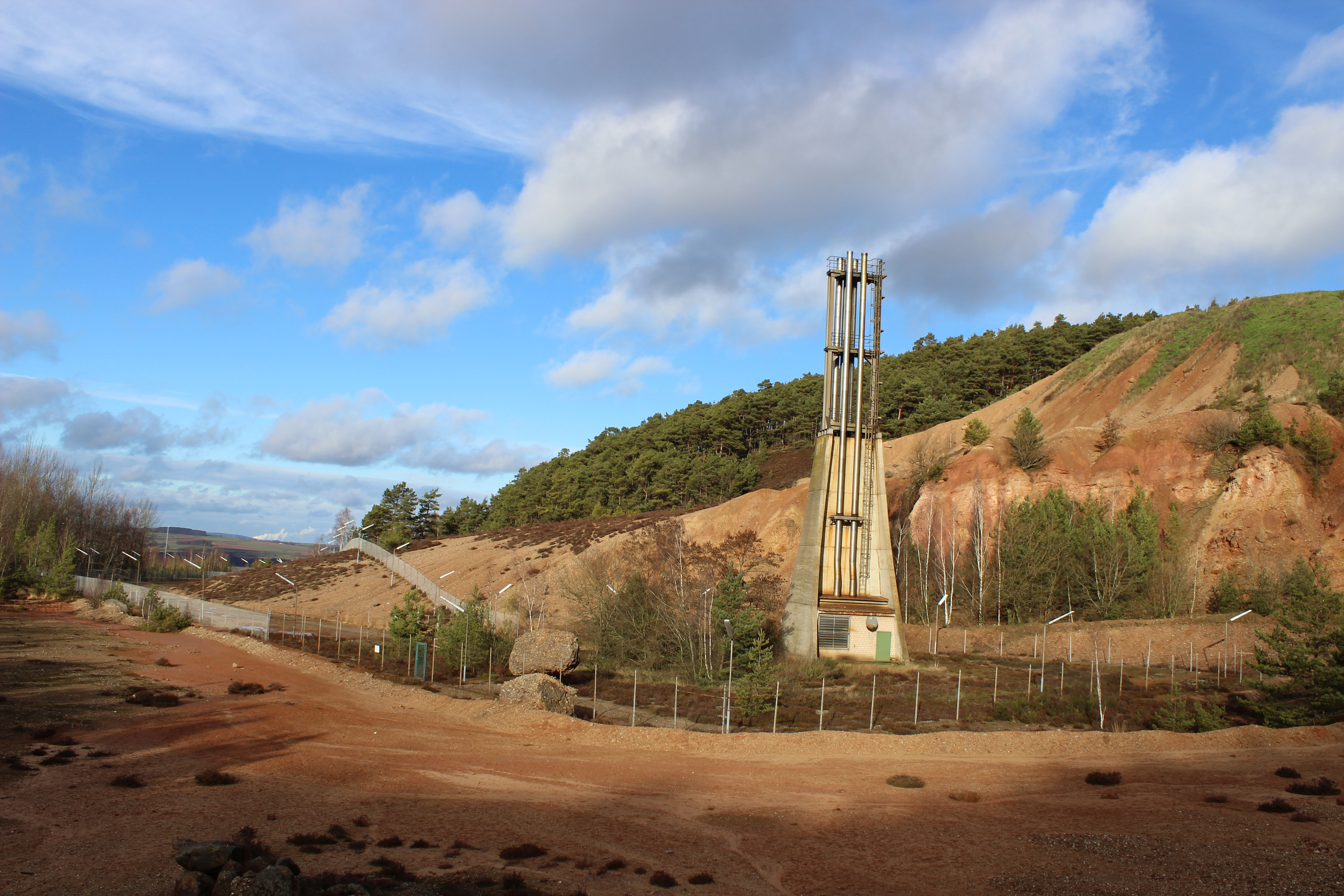
Naturschutzgebiet Kallmuther Berg (LP Mechernich) (Januar 2014)

Das Naturschutzgebiet Kallmuther Berg (LP Mechernich) liegt auf dem Gebiet der Stadt Mechernich im Kreis Euskirchen in Nordrhein-Westfalen.
Das aus vier Teilflächen bestehende Gebiet erstreckt sich südwestlich der Kernstadt Mechernich und nördlich des Mechernicher Stadtteils Kallmuth. Westlich verläuft die B 266, östlich verlaufen die B 477 und die A 1.

## Bedeutung
Für Mechernich ist seit 1994 ein 418,97 ha großes Gebiet unter der Kenn-Nummer EU-102 als Naturschutzgebiet ausgewiesen. Die Unterschutzstellung erfolgt insbesondere zur Erhaltung und Entwicklung von Lebensräumen und Tier- und Pflanzenarten von gemeinschaftlichem Interesse.
Angrenzend auf dem Gebiet der Gemeinde Kall befindet sich das Naturschutzgebiet Kallmuther Berg (LP Kall), welches weitere 21 ha umfasst.